# Église Saint-Blaise de Lacommande
L'église Sainte-Blaise est une église catholique située à Lacommande, en France.

## Localisation
L'église est située dans le département français des Pyrénées-Atlantiques, sur la commune de Lacommande.

## Historique
L'édifice est classé au titre des monuments historiques en 1962.